# Липе (Љубљана)
Липе (словен. Lipe) су насељено место у оквиру градске општине Љубљана, Средњесловенска регија, Словенија.

## Историја
До територијалне реорганизације у Словенији били су у саставу града Љубљане, односно старе општине Вич–Рудник.

## Територијална организација и припадност насеља
| Липе           | Липе                                        | Липе                                                                   | Липе                                                       |
| Пописна година | Држава/Крунска земља                        | Политички округ (округ, округ) / Судски округ (округ, округ) / општина | Насеља и делови насеља (број становника)                   |
| -------------- | ------------------------------------------- | ---------------------------------------------------------------------- | ---------------------------------------------------------- |
| 1869           | Аустроугарска, Аустријско царство / Крањска | Љубљана / Љубљана / Томишељ                                            | Није посебно наведено                                      |
| 1880           | Аустроугарска, Аустријско царство / Крањска | Љубљана / Љубљана / Томишељ                                            | Није посебно наведено                                      |
| 1890           | Аустроугарска, Аустријско царство / Крањска | Љубљана / Љубљана / Томишељ                                            | Липе (67)                                                  |
| 1900           | Аустроугарска, Аустријско царство / Крањска | Љубљана / Љубљана / Томишељ                                            | Липе (68)                                                  |
| 1910           | Аустроугарска, Аустријско царство / Крањска | Љубљана / Љубљана / Томишељ                                            | Липе (39)                                                  |
| Липе           |                                             |                                                                        |                                                            |
| Пописна година | Држава/Округ, Бановина                      | Жупанија (округ, округ) / општина                                      | Насеља и делови насеља (број становника)                   |
| 1921           | Краљевина СХС                               |                                                                        |                                                            |
| 1931           | Краљевина Југославија / Бановина Драва      |                                                                        |                                                            |
| Липе           |                                             |                                                                        |                                                            |
| Пописна година | Држава / Република                          | Жупанија (округ, округ) / општина                                      | Насеља и делови насеља (број становника)                   |
| 1948           | ФНРЈ / НР Словенија                         | Љубљана, град / Регион Вич–Раковник                                    | Липе (56)                                                  |
| 1953           | ФНРЈ / НР Словенија                         | Љубљана, град / Љубљана; Љубљана, округ (одсек) / Иг                   | Липе-дел (општина Љубљана) (45); Липе-дел (општина Иг) (0) |
| 1961           | ФНРЈ / НР Словенија                         | Љубљана / Вич–Рудник                                                   | Липе (49)                                                  |
| 1971           | СФРЈ / СР Словенија                         | Град Љубљана / Вич–Рудник                                              | Липе (33)                                                  |
| 1981           | СФРЈ / СР Словенија                         | Град Љубљана / Вич–Рудник                                              | Липе (50)                                                  |
| 1991           | СФРЈ / СР Словенија                         | Град Љубљана / Вич–Рудник                                              | Липе (48)                                                  |
| Липе           |                                             |                                                                        |                                                            |
| Пописна година | Држава                                      | општина                                                                | Насеља и делови насеља (број становника)                   |
| 2002           | Словенија                                   | Градска општина Љубљана / Градски округ Рудник                         | Липе (50)                                                  |
| 2011           | Словенија                                   | Градска општина Љубљана / Градски округ Рудник                         | Липе (97)                                                  |
| 2021           | Словенија                                   | Градска општина Љубљана / Градски округ Рудник                         | Липе (89)                                                  |

## Становништво
У попису становништва из 2021. године, Липе је имало 89 становника.
| Број становника према пописима | Број становника према пописима | Број становника према пописима | Број становника према пописима | Број становника према пописима | Број становника према пописима | Број становника према пописима | Број становника према пописима | Број становника према пописима | Број становника према пописима | Број становника према пописима | Број становника према пописима | Број становника према пописима | Број становника према пописима | Број становника према пописима | Број становника према пописима |
| ------------------------------ | ------------------------------ | ------------------------------ | ------------------------------ | ------------------------------ | ------------------------------ | ------------------------------ | ------------------------------ | ------------------------------ | ------------------------------ | ------------------------------ | ------------------------------ | ------------------------------ | ------------------------------ | ------------------------------ | ------------------------------ |
| 1869                           | 1880                           | 1890                           | 1900                           | 1910                           | 1921                           | 1931                           | 1948                           | 1953                           | 1961                           | 1971                           | 1981                           | 1991                           | 2002                           | 2011                           | 2021                           |
| -                              | -                              | 67                             | 68                             | 39                             |                                |                                | 56                             | 45                             | 49                             | 33                             | 50                             | 48                             | 50                             | 97                             | 89                             |

Напомена: Године 1869. и 1880. године. није посебно наведено. У попису из 1953. административно подељена на два насеља Липе-дел (општина Иг) и Липе-дел (општина Љубљана), која су укинута након формирања општине Вич-Рудник и поново уједињена у једно насеље Липе, за које садржи податке из 1953. године.

### Етнички, језички и верски састав

#### Аустроугарска

##### Језички и верски састав
| Година пописа | укупно | Словеначки |
| ------------- | ------ | ---------- |
| 1869          | н/п    | н/п        |
| 1880          | н/п    | н/п        |
| 1890          | 67     | 67 (100%)  |
| 1900          | 68     | 68 (100%)  |
| 1910          | 39     | 39 (100%)  |

| Година пописа | укупно | Римокатолици |
| ------------- | ------ | ------------ |
| 1869          | н/п    | н/п          |
| 1880          | н/п    | н/п          |
| 1890          | 67     | 67 (100%)    |
| 1900          | 68     | 68 (100%)    |
| 1910          | 39     | 39 (100%)    |

Напомена: Ознака н/п значи да нема података или да информација није наведена.

#### ФНР/СФР Југославија

##### Национални састав
| Липе                          | Липе                          | Липе                                                  |
| ----------------------------- | ----------------------------- | ----------------------------------------------------- |
| 1961                          | 1971                          | 1981                                                  |
| укупно: 49 Словенци 49 (100%) | укупно: 33 Словенци 33 (100%) | укупно: 50 Словенци 49 (98,00%) Југословени 1 (2,00%) |